# Залесе (Жнінський повіт)
Залесе (пол. Zalesie) — село в Польщі, у гміні Роґово Жнінського повіту Куявсько-Поморського воєводства.
Населення — 51 особа (2011).
У 1975-1998 роках село належало до Бидгощського воєводства.

## Демографія
Демографічна структура станом на 31 березня 2011 року:
|          | Загалом | Допрацездатний вік | Працездатний вік | Постпрацездатний вік |
| -------- | ------- | ------------------ | ---------------- | -------------------- |
| Чоловіки | 24      | 7                  | 13               | 4                    |
| Жінки    | 27      | 6                  | 11               | 10                   |
| Разом    | 51      | 13                 | 24               | 14                   |